# Archegonio
L'archegonio (plurale: archegonia), dal greco antico ἀρχή ("che inizia") e γόνος ("discendenza"), è una struttura multicellulare o organo della fase gametofita di alcune piante; questa fase produce e contiene l'ovulo o gamete femminile. Il corrispondente organo maschile è chiamato anteridio. L'archegonio ha un lungo collo di bottiglia o instillatore e una base rigonfia.